# Мисник, Борис Григорьевич
Бори́с Григо́рьевич Ми́сник (30 июля 1938, Имандра — 4 декабря 2021, Москва) — российский политический деятель. Координатор политического комитета партии «Яблоко» (2008 — 2021).

## Биография
Борис Мисник родился на станции Имандра Мончегорского района Мурманской области в семье служащих. В 1963 году окончил Ленинградский институт инженеров водного транспорта, инженер-электромеханик.
В 1963—1964 годах работал старшим инженером в Красноярском речном порту, в 1964—1973 годах — старшим инженером, начальником ПТО, заместителем начальника управления, главным инженером, главным энергетиком, председателем профкома Мончегорского управления треста «Севзапмонтажавтоматика». Член КПСС с 1973 года по август 1991 года. В 1991—1996 годах был Председателем Горно-металлургического профсоюза России.
В 1995—1999 годах был депутатом Государственной Думы второго созыва. Председатель комитета Государственной думы по проблемам Севера и Дальнего Востока (с 1998 года).
Был, наряду с А. Г. Головым, сопредседателем социал-демократической фракции в РОДП «ЯБЛОКО».
Награждён орденом «Дружбы народов», двумя медалями. Был женат. Имел взрослых детей.
Умер 4 декабря 2021 года после продолжительной болезни.